# ディック・ガーメイカー
ディック・ガーメイカー（Richard Eugene Garmaker、1932年10月29日 - 2020年6月13日）はアメリカ合衆国男子プロバスケットボールリーグNBAで活躍した元バスケットボール選手。ミネソタ州ヒビング出身。

## 来歴
ジョージ・マイカン時代とエルジン・ベイラー、ジェリー・ウェスト時代の過渡期にあたる1950年代後半のミネアポリス・レイカーズ（後のロサンゼルス・レイカーズ）に所属した選手である。
1950年代前半に三連覇を達成したレイカーズもジョージ・マイカン、ジム・ポラードら王朝を支えた選手が次々と引退しており、ガーメイカーは衰退期に入ったレイカーズから1955年のNBAドラフトにて地域指名（地元出身選手を指名できる制度）を受けて入団した。なおガーメイカーは1954年のNBAドラフトでもレイカーズから9巡目80位指名されており、2度指名を受けての入団だった。
ルーキーイヤーは平均5.7得点と平凡な数字に終わったが、翌1956-57シーズンには16.3得点4.7リバウンドと大きく数字を伸ばし、オールスターにも初出場し、オールNBA2ndチームにも選出された。
レイカーズは王朝時代の中心選手の一人、ヴァーン・ミッケルセンや新戦力のクライド・ラブレット、そしてガーメイカーらを中心に再建を試みるもチームの衰えを止めることは出来ず、1957-58シーズンには19勝53敗とフランチャイズ最低勝率を記録した。1958年にはエルジン・ベイラーが入団し、レギュラーシーズンは負け越すもプレーオフではNBAファイナルに進出し、ボストン・セルティックスとファイナルで初の対決をするなど復興に向けて大きく前進したが、ガーメイカーは新人レイ・フェリックスとのトレードのために1959-60シーズンの途中にニューヨーク・ニックスに移籍した。
1960-1961シーズンには15.6得点3.9リバウンドを記録するも、ガーメイカーはこのシーズンを最後に現役から引退した。NBA通算成績は6シーズン421試合の出場で、5,597得点1,748リバウンド、平均13.3得点4.2リバウンドだった。

## 主な業績
- オールスター　1957年－1960年
- オールNBA2ndチーム　1957年